# Музей исторических драгоценностей Украины
Музей исторических драгоценностей Украины содержит одну из богатейших коллекций золотых изделий. Музей является своеобразной драгоценной летописью Украины от эпохи бронзы до современности.

## История
Был открыт для посетителей 4 января 1969 года на территории Киево-Печерской лавры в здании XVIII в., бывшей монастырской пекарне, построенной по проекту украинского архитектора Степана Ковнира (по фамилии архитектора здание называется Ковнировским корпусом).

## Экспонаты

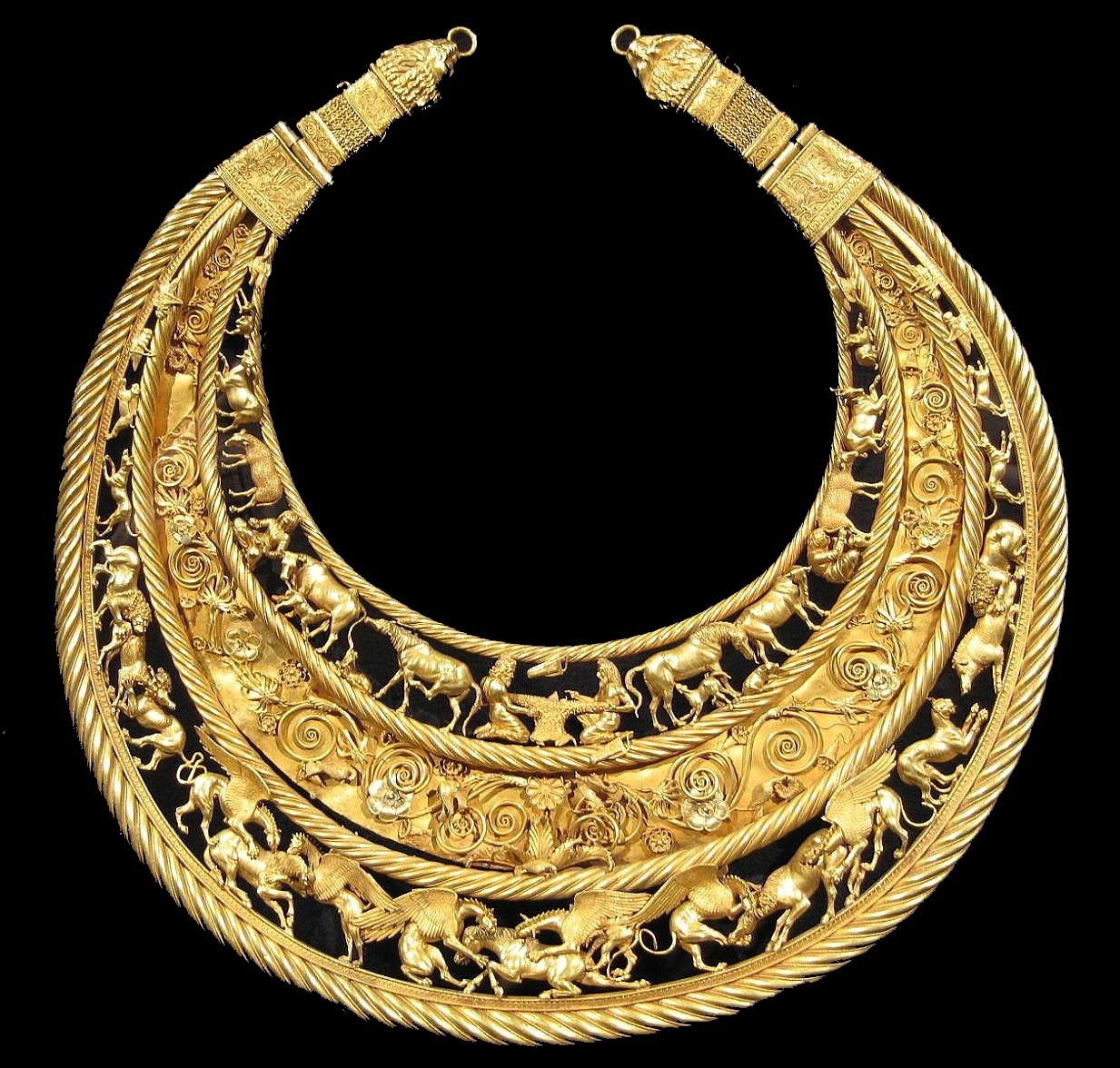
Скифская пектораль

Основной фонд музея насчитывает 56 тысяч предметов археологии и бытового искусства из драгоценных камней и металлов, которые поступили в музей из фондов Киевского исторического музея, Художественного музея, Всеукраинского музея еврейской культуры, Института археологии НАН Украины, а также других украинских музеев и частных коллекций.
Экспонаты, представленные в музее, включают сокровища могильных курганов «Гайманова могила», «Толстая могила», «Огуз» — скифских погребений, создание которых датируют IV веком до нашей эры. Шедевр коллекции — знаменитая золотая скифская пектораль, найденная в захоронении Толстая могила.
Экспозиция музея представлена в девяти залах по историко-хронологическому принципу.